# 杀害聚氯乙烯
杀害聚氯乙烯（日语：、さつがいえんかビニール）是日本的獨立音樂唱片公司。是由被称为“笨蛋社长”的QP-CRAZY乐队主唱the CRAZY SKB成立的。
这个厂牌被称为“日本最凶恶的无可救药的厂牌”，借由发表其他厂牌不可能发表的乐队和其危险题材的作品，其构造了独特的世界观。此外，他们不希望自己被称作“色物（イロモノ）”，而自称“下手物（ゲテモノ）”。

## 沿革
1983年，前身「人つ目唱片」成立，之后曾多次更名为JOKER RECORDS、妨害唱片、MURDEROUS TAPES后、在1988年6月更名为“杀害聚氯乙烯”。在1991年，以每月2～3盘的速度一年发售了无署名的、以“下手物”为乐队名的二十多种名为《杀害 Card Type Series》的录音带。在这个过程里，该厂牌为由之前的the CRAZY SKB的个人路线转向今日的路线而奠定了基础。
次年1992年，发表了恐恶狂人团和猛毒的作品。以此为契机，由原来的发行卡带转为了发行CD。猛毒的专辑因为内容过激而形成了话题。8月，厂牌首次策划在涩谷La.mama举办大规模演出——杀害 Summit 。有石野卓球、皮埃尔·泷、林家Pai・Pai子作为嘉宾登场。恐恶狂人团压轴登场，在演奏的最后破坏了鼓组并放了火。因为这个表演的原因，恐恶狂人团被要求禁止出入涩谷La.mama。同年秋天，收录了这个景象的录像带作品「写作杀害，读作下手物!」发售。以此为契机，有杂志为此做了特集。
1993年，发行了视觉系“下手物”乐队——AIDS的首张专辑，确立了AIDS作为厂牌看板乐队的地位。8月份，延续了去年的“杀害Summit”举行，当年则由猛毒作为头牌。

## 经由发行的乐队
50音順
- 赤武士 - 山本精一（日语：山本精一）的乐队
- アナル番長
- ありぢごく
- ANTI-KRANKE
- AIDS - 还在CASCADE（日语：CASCADE）的HIROSHI（日语：HIROSHI）在籍了。
- 神田Boy - 专辑采用的是“孩子王”这个前名字。
- 機械DOTEちん
- 牙
- QP-CRAZY
- 殺(Kill)
- 護痢羅芋
- 恐悪狂人団
- サファイアブルー
- 地獄まんじゅう
- 大日本意识革命军狂暴
- 驮果子果子
- ダンディームー
- D.K.M.R.
- 超合金 - 猛毒的别名乐队
- 東京牛パラダイスオーストリア
- 毒餌
- 毒杀Terrorist（日语：毒殺テロリスト）
- はなとゆめ
- バロムワン
- マーガレット・ザ・プリンセス
- マンタガス
- Mady Gula BLUE HEAVEN
- 密売KGYダビッドソン - 也担当搞笑组合松本House（日语：松本ハウス）的House加贺谷的主唱。
- 無恥鞭アナゴ
- 猛毒
- MOSH ROOM
- 4DIENCE MURDER
- 四日市ぜんそく
- ランボルギーニ稗HATAwith消毒
- リチウム
- 流血ブリザード
- THE DIGITAL CITY JUNKIES

## 1994年以来发表的作品
| 发售日         | 标题                                                                                             | 品番           |
| -------------- | ------------------------------------------------------------------------------------------------ | -------------- |
| 1994年12月24日 | アリジゴク『Wヘルメットノショウニン』                                                            | MURDERCD-3030  |
| 1995年3月20日  | 4DIENCE MURDER『BLACK LEATHER SUNSHINE BLUE』                                                    | MURDERCD-3131  |
| 1995年4月20日  | AIDS『私はこれでヌイている…。』                                                                  | MSCD-16        |
| 1995年6月10日  | 四日市ぜんそく『ニワトリ』                                                                       | MURDERCD-3232  |
| 1996年4月1日   | リチウム『リチウム』                                                                             | MURDERCD-3838  |
| 2001年4月25日  | 毒殺テロリスト『ベスト!毒殺テロリスト 1』                                                        | MURDERCD-8585  |
| 2001年10月10日 | QP-CRAZY『キューピークレイジーの地獄逝きだヨ 出発進行』                                          | MURDER CD-8686 |
| 2002年10月21日 | QP-CRAZY『夜霧の挑発ジュラシック』                                                               | MURDERCD-9292  |
| 2003年1月1日   | 『殺害カバーオムニバス第4弾 「大熊小鹿馬場鶴田山田康雄」』                                       | MURDERCD-9393  |
| 2003年6月21日  | QP-CRAZY VS ゲンドウミサイル『第1戦 QP-CRAZY VS ゲンドウミサイル』                               | MURDER-CD-9494 |
| 2003年7月27日  | 毒殺テロリスト『子供に聴かせたくない童謡』                                                       | MURDERCD-9595  |
| 2003年8月30日  | 猛毒『毒王』                                                                                     | MURDERCD-9696  |
| 2003年8月30日  | 毒殺テロリスト『スーパーベスト～毒唄～』                                                         | MURDER-CD-9797 |
| 2003年10月10日 | QP-CRAZY VS 髑髏首『第2戦 QP-CRAZY VS 髑髏首』                                                   | MURDER-CD-9898 |
| 2003年10月21日 | QP-CRAZY VS 死ね死ね団『第3戦 QP-CRAZY VS 死ね死ね団』                                           | MURDER-CD-9999 |
| 2003年11月21日 | QP-CRAZY VS RAPES『第4戦 QP-CRAZY VS RAPES』                                                     | MURDER-CD-100  |
| 2003年12月24日 | 『大熊小鹿馬場鶴田キラー完。』                                                                   | MURDER-CD-101  |
| 2004年8月15日  | 『殺害TV-666ch-』(DVD)                                                                           | MURDER-DVD-01  |
| 2004年10月21日 | 駄菓子菓子『駄喰(だぐい)』                                                                       | MURDER-CD-102  |
| 2004年12月21日 | 江藤ひな『それいけ!KICK OFF GO GO!!』                                                            | MUDER CD-103   |
| 2005年9月9日   | ANTI KRANKE『KILLER COXX DEVIL CHAIN』                                                           | KAN-1          |
| 2005年9月21日  | ザ・マッドエース『FULL★HOUSE』                                                                   | MURDERCD90210  |
| 2005年12月24日 | ダンディームー『好きにさわってお仕置きよ』                                                       | MURDERCD-105   |
| 2007年4月21日  | QP-CRAZY『平成暗イ死ス』                                                                         | MURDERCD-106   |
| 2007年5月21日  | QP-CRAZY『悪魔の復讐』(DVD)                                                                      | MURDERDVD-0203 |
| 2007年6月6日   | リンパ腺破裂『lymph gland burst』                                                                | MURDERCD-107   |
| 2007年8月5日   | 殺 (KILL)『カニバルカーニバル』                                                                  | MURDERCD-108   |
| 2007年10月21日 | マンタガス『ペスト・オブ・パラリンファイト』                                                     | MURDERCD-109   |
| 2008年3月25日  | QP-CRAZY『新宿暴力街-CYBER TERRORIST CITY-』                                                     | MURDERCD-110   |
| 2008年5月21日  | 『発禁流出3』                                                                                    | MURDERCD-111   |
| 2008年8月9日   | TooZy's『公衆便所』                                                                              | MURDERCD-112   |
| 2008年11月11日 | 殺 (KILL)『邪教狂信血祭快楽』                                                                    | MURDERCD-113   |
| 2008年12月20日 | 恐悪狂人団『-禁忌- 残虐秘宝館』                                                                  | MURDERCD-114   |
| 2009年3月28日  | QP-CRAZY『BLOOD WIRE NET DEATH MATCH』(DVD)                                                      | MURDERDVD-05   |
| 2009年6月27日  | QP-CRAZY『トワイライトゾンビ』                                                                   | MURDERCD-115   |
| 2009年7月25日  | QP-CRAZY『悪魔の毒々ワースト』                                                                   | MURDERCD-116   |
| 2009年8月29日  | QP-CRAZY『地獄逝きだョ! 出発進行!!』                                                             | MURDERCD-117   |
| 2009年10月10日 | 殺 (KILL)『DEATH MORE OMEN』                                                                     | MURDERCD-118   |
| 2009年11月14日 | 毒殺テロリスト『池沼の逆襲』                                                                     | MURDERCD-119   |
| 2009年12月12日 | QP-CRAZY『地獄の中の地獄 -HELL WITHIN HELL-』                                                    | MURDERCD-120   |
| 2010年3月13日  | 殺 (KILL)『SATANIC XTC』(DVD)                                                                    | MURDERDVD-06   |
| 2010年6月23日  | 流血ブリザード『わしのイチモツ』(CD+DVD)                                                         | MURDERCD-121B  |
| 2010年8月4日   | 『第四回・鳥人間コンテスト-悪夢の紅白バカ合戦-』(DVD)                                            | MURDERDVD-07   |
| 2011年4月29日  | QP-CRAZY『串刺し祭り2011 -LIVE AT 尖閣諸島-』                                                    | MURDERCD-122   |
| 2011年6月6日   | 殺 (KILL)『DARKNESS BEHAVIOR - 暗黒邪界の悪業』                                                  | MURDERCD-123   |
| 2011年11月11日 | リチウム『Frozen Tamori』                                                                        | MURDERCD-124   |
| 2011年11月24日 | 流血ブリザード×ウルフパック『流血ブリザード×ウルフパックの世界最悪ダイナマイトスペシャルタッグ』 | MURDERCD-125   |
| 2011年12月12日 | QP-CRAZY『DESTROY! DESTROY!! DESTROY!!!』                                                        | MURDERCD-126   |
| 2012年4月4日   | 『4:44 (発禁流出4)』                                                                             | MURDERCD-127   |
| 2012年11月29日 | 流血ブリザード『わしのイチモツ』                                                                 | MURDERCD-128   |
| 2013年4月19日  | 『30th Anniversary Self-cover Compilation Album「地獄へ堕ちろ!!!!」』                            | MURDERCD-129   |
| 2013年6月6日   | QP-CRAZY『EXTREME CHAOS CRASH』                                                                  | MURDERCD-130   |
| 2013年9月29日  | 流血ブリザード『イカの天プラ』                                                                   | MURDERCD-131   |
| 2014年8月22日  | THE DIGITAL CITY JUNKIES『DIRTY MARKET!』                                                        | MURDERCD-132   |
| 2015年9月24日  | 流血ブリザード『悪の手先 -REVENGE OF THE MAD CORPS-』                                            | MURDERCD-159   |
| 2016年3月9日   | ざxこxば『ピンコ&デストロイ』                                                                    | MURDERCD-167   |
| 2016年4月9日   | QP-CRAZY『MARSHMALLOW SUFFOCATION DEATH(マシュマロ窒息死)』                                      | MURDERCD-169   |
| 2016年8月14日  | 十四代目トイレの花子さん『真っ赤ナ トイレ』                                                      | MURDERCD-172   |
| 2017年4月29日  | QP-CRAZY『悪魔の復讐2』(DVD)                                                                     | MURDERDVD-08   |
| 2018年7月7日   | 流血ブリザード『歩くオリモノ』                                                                   | MURDERCD-181   |

## 関連項目
- 666 (プロレス)（日语：666 (プロレス)）

## 外部リンク
- 殺害塩化ビニール （页面存档备份，存于） - 公式サイト
- 殺害塩化ビニール＿OFFICIAL的X（前Twitter）